# Cephalocereus fulviceps
Cephalocereus fulviceps, conocido comúnmente como cardón, es una especie de planta suculenta perteneciente al género Cephalocereus, dentro de la familia Cactaceae. Es endémica de México.

## Descripción

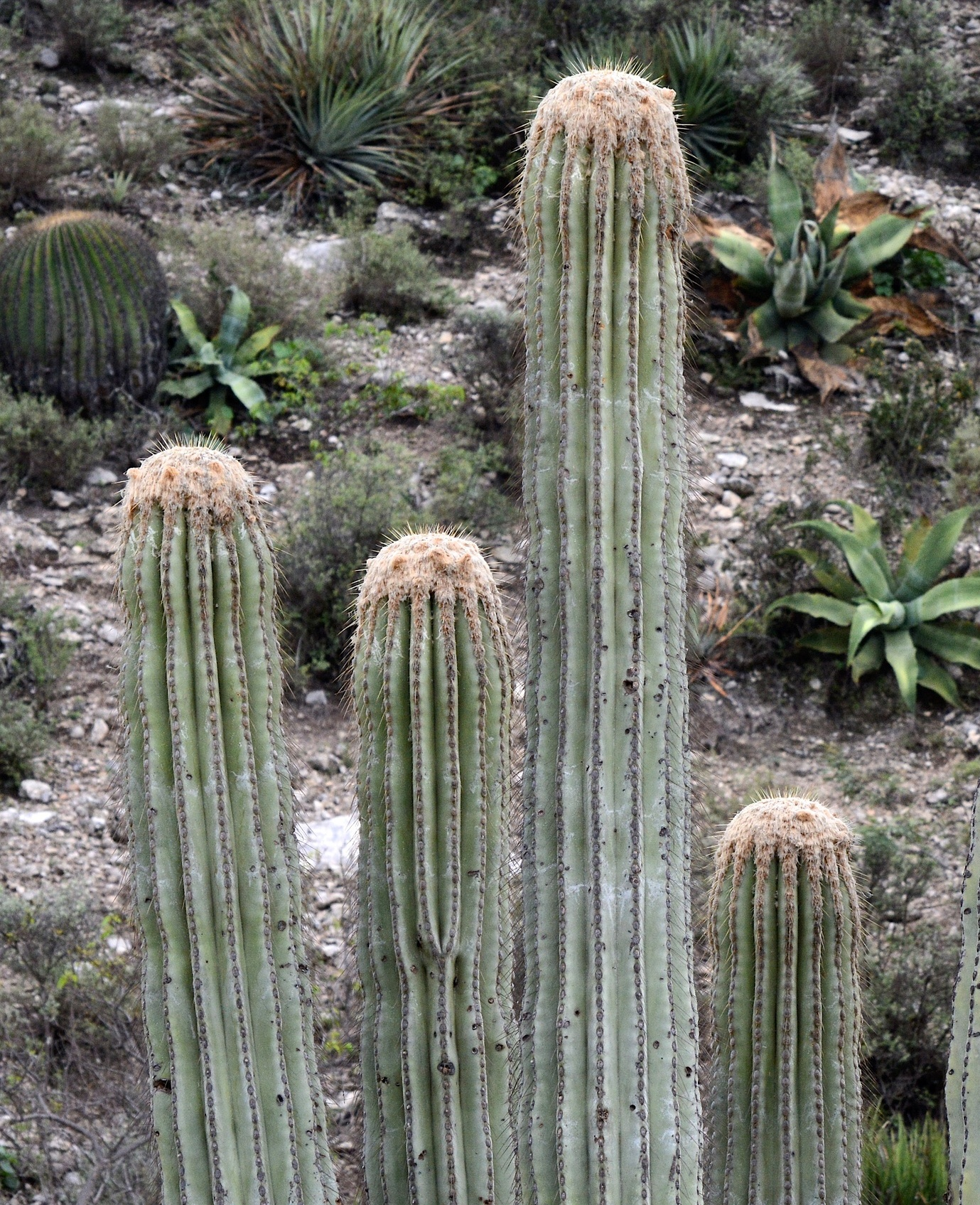
Detalle de los tallos y los pseudocefalios

Cephalocereus fulviceps es una especie de cactus que aunque inicialmente crece de forma columnar, luego se ramifica y toma forma de candelabro, alcanzando alturas de hasta 12 m.
Los tallos son de color verde glauco y miden hasta 8 m de largo. Presentan de 11 a 14 costillas sobre las que se asientan las areolas. En ellas, de todas las espinas centrales que hay, encontramos 3 o más espinas de 6 a 7 cm de largo y el resto sólo miden 2 cm de largo. Además, también presenta de 8 a 12 espinas radiales de color amarillento, delgadas y de hasta 10 mm de longitud. 
Las flores son de color crema, tienen forma de embudo, y surgen de una estructura lanosa de color marrón llamada pseudocefalio que aparece terminalmente. Se abren por la noche, miden de 6 a 7 cm de largo y 6 cm de diámetro. Su pericarpelo y tubo floral están cubiertos de escamas en forma de ladrillo y pelos largos de color amarillo oscuro. Los frutos son esféricos y lanosos.

## Distribución y hábitat
El área de distribución nativa de esta especie es México (concretamente en los estados de Puebla y Oaxaca) y crece principalmente en biomas desérticos o de matorrales secos.

## Taxonomía
La primera descripción de esta especie fue como Pilocereus fulviceps, publicada en 1897 por los botánicos Frédéric Albert Constantin Weber y Karl Moritz Schumann en el libro Gesamtbeschreibung der Kakteen 176.
Más adelante, la especie fue transferida al género Pachycereus por el botánico británico David Richard Hunt, publicandolo en la revista ilustrada Bradleya; Yearbook of the British Cactus and Succulent Society 9: 89, en 1991.
Posteriormente, el botánico estadounidense Harold Emery Moore trasladó la especie al género Cephalocereus, por lo que pasó a llamarse Cephalocereus fulviceps. Registró estos cambios en la revista científica Baileya; a Quarterly Journal of Horticultural Taxonomy 19: 165, publicada en 1975.
Etimología
- Cephalocereus: nombre genérico que deriva de la palabra griega kephalē (que significa 'cabeza', en alusión a la estructura lanosa llamada cefalio donde nacen sus flores), y la palabra latina cereus (que se traduce como 'vela' o 'cirio'), haciendo alusión a su forma alargada perfectamente recta. También puede hacer referencia al género Cereus, por lo que se traduciría como 'cereus con cabeza o cefalio'.[7]
- fulviceps: epíteto específico que deriva de las palabras latinas fulvus (que significa 'marrón amarillento') y ceps  (que significa 'con cabeza'), haciendo referencia al color del cefalio de esta especie.[8]

## Estado de conservación
En la Lista Roja de Especies Amenazadas de la UICN, la especie está clasificada como de “Preocupación Menor (LC)”.

## Usos
Se cultiva principalmente como planta ornamental y su propagación se realiza normalmente a través de esquejes o semillas.

## Galería

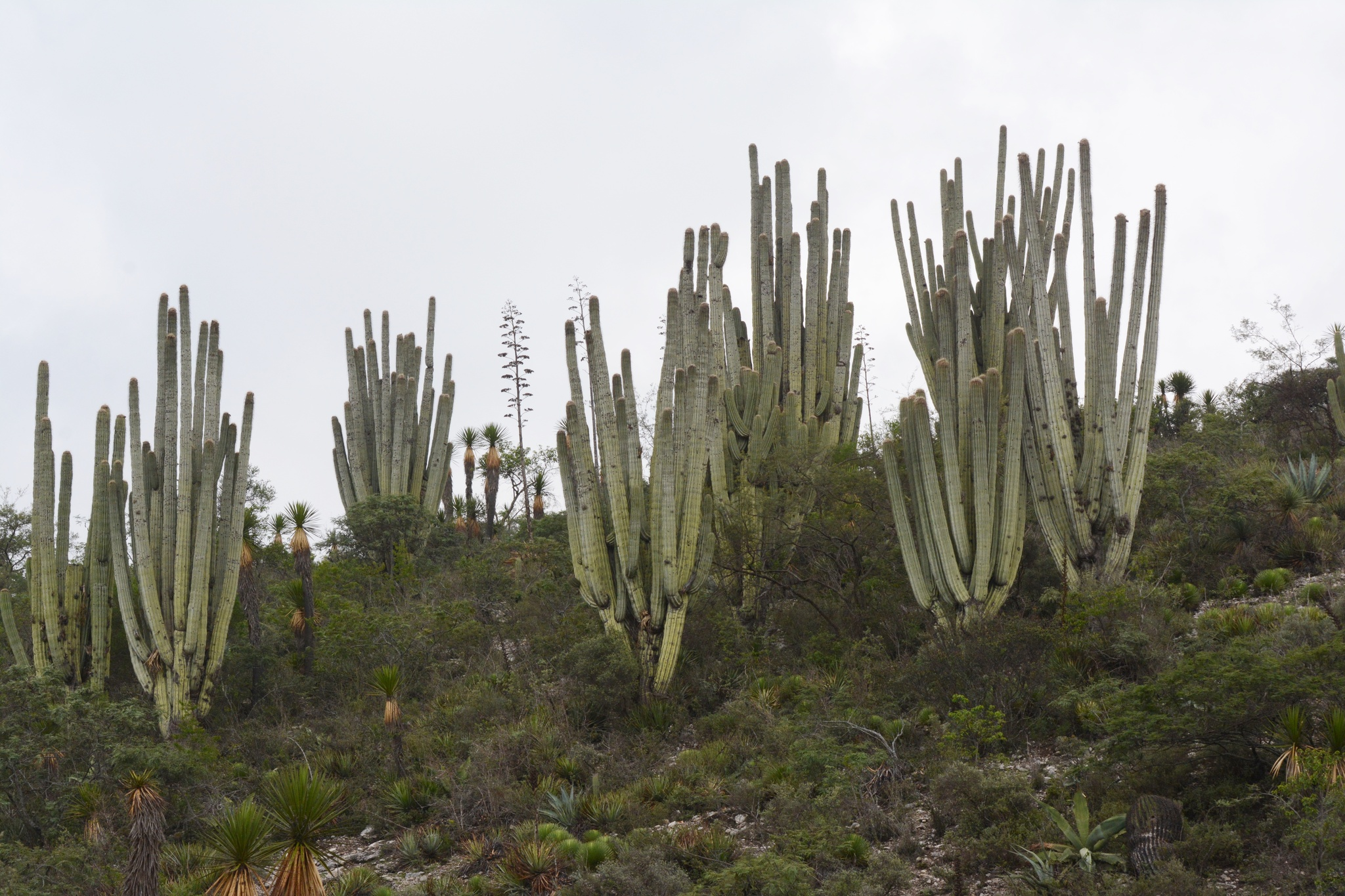
Plantas en su hábitat
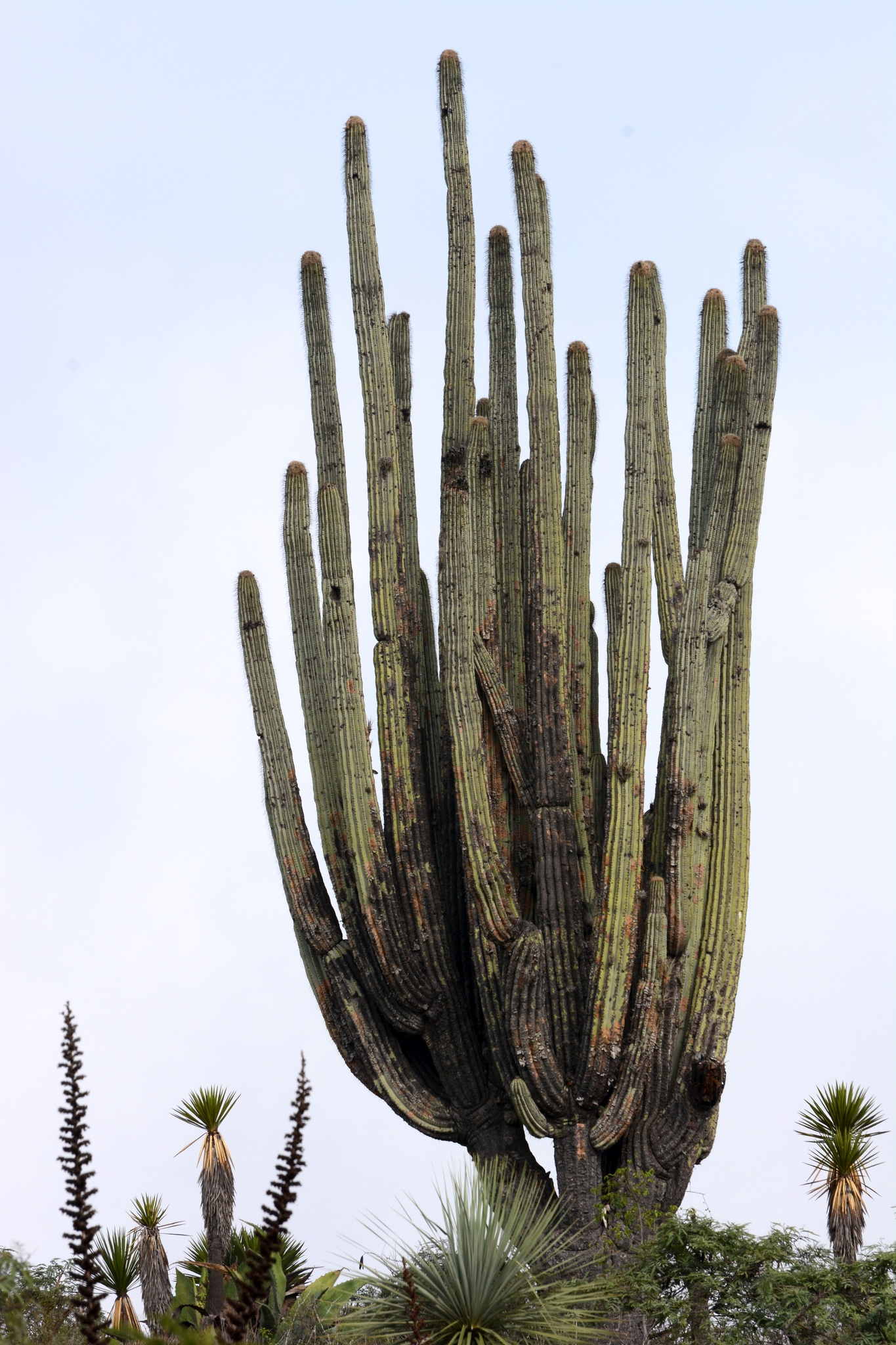
Porte de la planta
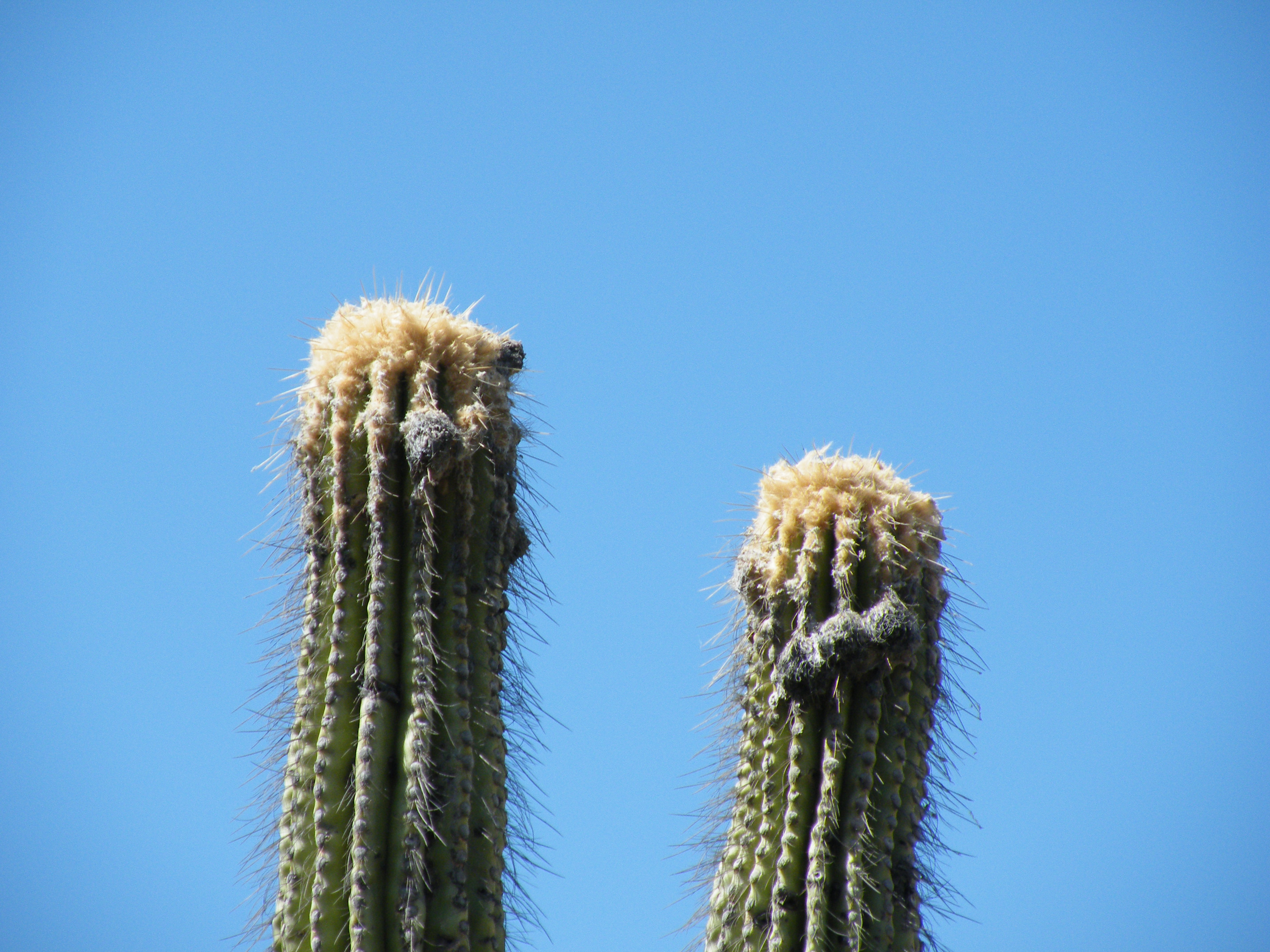
Detalle de los pseudocefalios
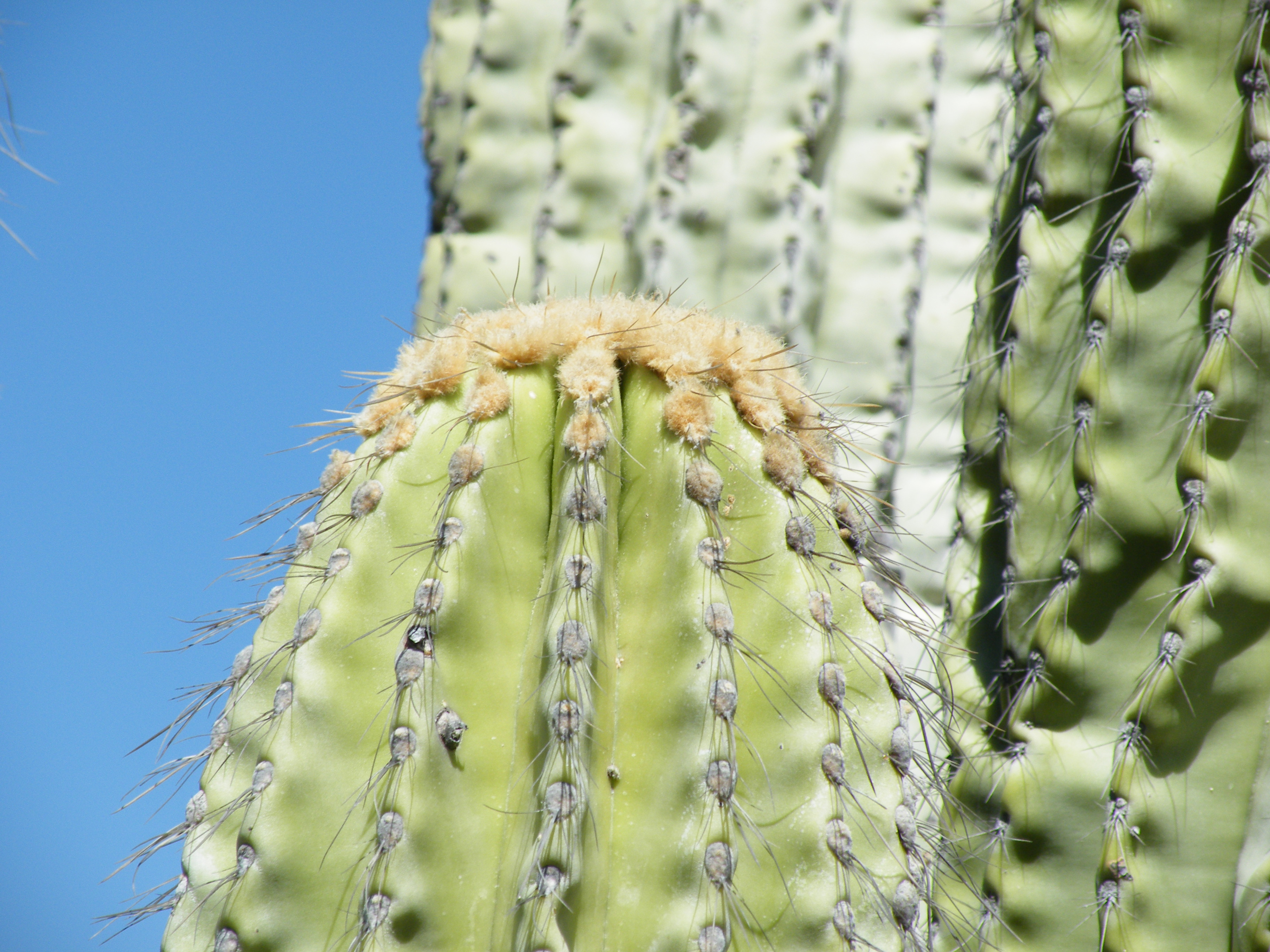
Ápice del tallo
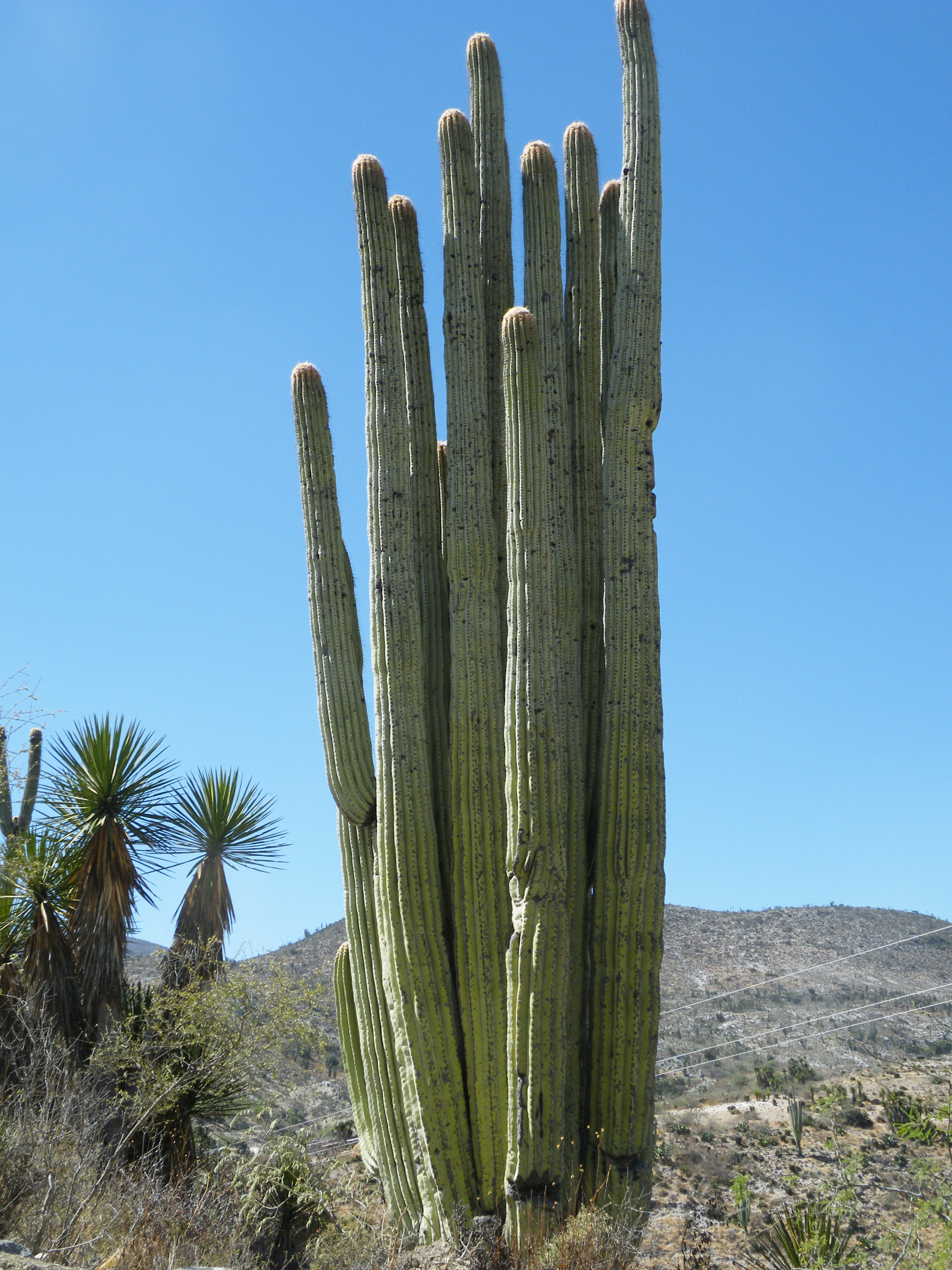
Porte columnar de la planta